# كابان
كابان (بالإنجليزية: Kapan)‏ هي municipality of Armenia تقع في أرمينيا في محافظة سيونيك. يقدر عدد سكانها بـ 45,500 نسمة ومساحتها 36 كم2 وترتفع عن سطح البحر 910 متر.

## المناخ
يظهر الجدول التالي التغييرات المناخية على مدار السنة لكابان:
| البيانات المناخية لـكابان         | البيانات المناخية لـكابان | البيانات المناخية لـكابان | البيانات المناخية لـكابان | البيانات المناخية لـكابان | البيانات المناخية لـكابان | البيانات المناخية لـكابان | البيانات المناخية لـكابان | البيانات المناخية لـكابان | البيانات المناخية لـكابان | البيانات المناخية لـكابان | البيانات المناخية لـكابان | البيانات المناخية لـكابان | البيانات المناخية لـكابان |
| الشهر                             | يناير                     | فبراير                    | مارس                      | أبريل                     | مايو                      | يونيو                     | يوليو                     | أغسطس                     | سبتمبر                    | أكتوبر                    | نوفمبر                    | ديسمبر                    | المعدل السنوي             |
| --------------------------------- | ------------------------- | ------------------------- | ------------------------- | ------------------------- | ------------------------- | ------------------------- | ------------------------- | ------------------------- | ------------------------- | ------------------------- | ------------------------- | ------------------------- | ------------------------- |
| متوسط درجة الحرارة الكبرى °م (°ف) | 4.1 (39.4)                | 5.8 (42.4)                | 11.0 (51.8)               | 17.8 (64.0)               | 22.3 (72.1)               | 27.1 (80.8)               | 30.4 (86.7)               | 30.6 (87.1)               | 26.0 (78.8)               | 19.5 (67.1)               | 12.0 (53.6)               | 6.5 (43.7)                | 17.8 (64.0)               |
| المتوسط اليومي °م (°ف)            | 0.2 (32.4)                | 1.7 (35.1)                | 6.2 (43.2)                | 12.4 (54.3)               | 16.8 (62.2)               | 21.1 (70.0)               | 24.6 (76.3)               | 24.1 (75.4)               | 20.0 (68.0)               | 14.0 (57.2)               | 7.6 (45.7)                | 2.7 (36.9)                | 12.6 (54.7)               |
| متوسط درجة الحرارة الصغرى °م (°ف) | −3.6 (25.5)               | −2.4 (27.7)               | 1.5 (34.7)                | 7.0 (44.6)                | 11.4 (52.5)               | 15.2 (59.4)               | 18.8 (65.8)               | 17.6 (63.7)               | 14.0 (57.2)               | 8.6 (47.5)                | 3.3 (37.9)                | −1.1 (30.0)               | 7.5 (45.5)                |
| الهطول مم (إنش)                   | 21 (0.8)                  | 25 (1.0)                  | 38 (1.5)                  | 51 (2.0)                  | 68 (2.7)                  | 44 (1.7)                  | 17 (0.7)                  | 18 (0.7)                  | 22 (0.9)                  | 34 (1.3)                  | 30 (1.2)                  | 21 (0.8)                  | 389 (15.3)                |
| المصدر: Climate-Data.org          |                           |                           |                           |                           |                           |                           |                           |                           |                           |                           |                           |                           |                           |

## المدن التوأمة
مدن باريساو وغلينديل، كاليفورنيا هي مدن توأمة لـكابان.